# Ethelbert Wessexský
Ethelbert, též Æthelberht (asi 836–865), byl anglosaský panovník, v letech 860–865 král Wessexu z rodu Cerdikovců. Ještě za života svého otce krále Æthelwulfa se stal (v roce 855) podkrálem Kentu, zatímco jeho otec byl na pouti do Říma.
V roce 858 jeho otec Æthelwulf zemřel. Když o dva roky později zemřel i jeho bratr Æthelbald, stal se Æthelberht také králem Wessexu. Stejně jako jeho otec a bratr byl korunován v Kingston upon Thames. Po celou dobu své vlády vedl obranné války proti Dánům. Zemřel na podzim roku  865 a jeho nástupcem se stal jeho bratr Æthelred.